# پاتریک پیرس
پاتریک هنری پیرس (Pádraig Anraí Mac Piarais; ۱۰ نوامبر ۱۸۷۹ – ۳ مهٔ ۱۹۱۶) یک معلم ایرلندی، وکیل مدافع، شاعر، نویسنده، فعال سیاسی جمهوری‌خواه و یک فرمانده نظامی اهل ایرلند بود.
او یکی از رهبران قیام عید پاک در سال ۱۹۱۶ بود. پس از اعدام پاتریک همراه با پانزده نفر دیگر، او به عنوان سمبل شورش و مقاومت شناخته می‌شد.